# Faura
Faura es un municipio de la Comunidad Valenciana, España. Pertenece a la provincia de Valencia, en la comarca del Campo de Morvedre, limitando al noreste con la comarca de la Plana Baja. Su población censada en 2015 era de 3047 habitantes (INE).

## Geografía

Localización de Faura respecto a la comarca del Camp de Morvedre.

Faura se sitúa en la subcomarca de Valle de Segó (popularmente conocida como "Les Valls"). La superficie del término es llana, con excepción de un pequeño sector al suroeste por el que penetra en los montes de la Rodana, y poblada de huertos de naranjos.
La localidad está situada en el límite norte del término, y se encuentra conurbada con Benifairó de los Valles.

## Símbolos
El escudo de Faura se adoptó en 1979 a fin de perpetuar, conforme la simbología y normas de la heráldica, los hechos más relevantes y peculiares de su pasado histórico. La Real Academia de Historia lo describe así:

En la mitad superior del escudo se encuentran las Armas de Aragón, que consisten en cuatro palos de gules en campo de oro. En segundo lugar, la antigua Cruz de la Orden de Montesa en gules. En tercer lugar, entado en puntas de olas de azur y plata, como lo llevan los linajes de Villarrasa y Vives, que fueron los que ejercieron el señorío de Faura. Y al timbre, la corona real, cerrada, en recuerdo de los Condes de Faura.

## Historia

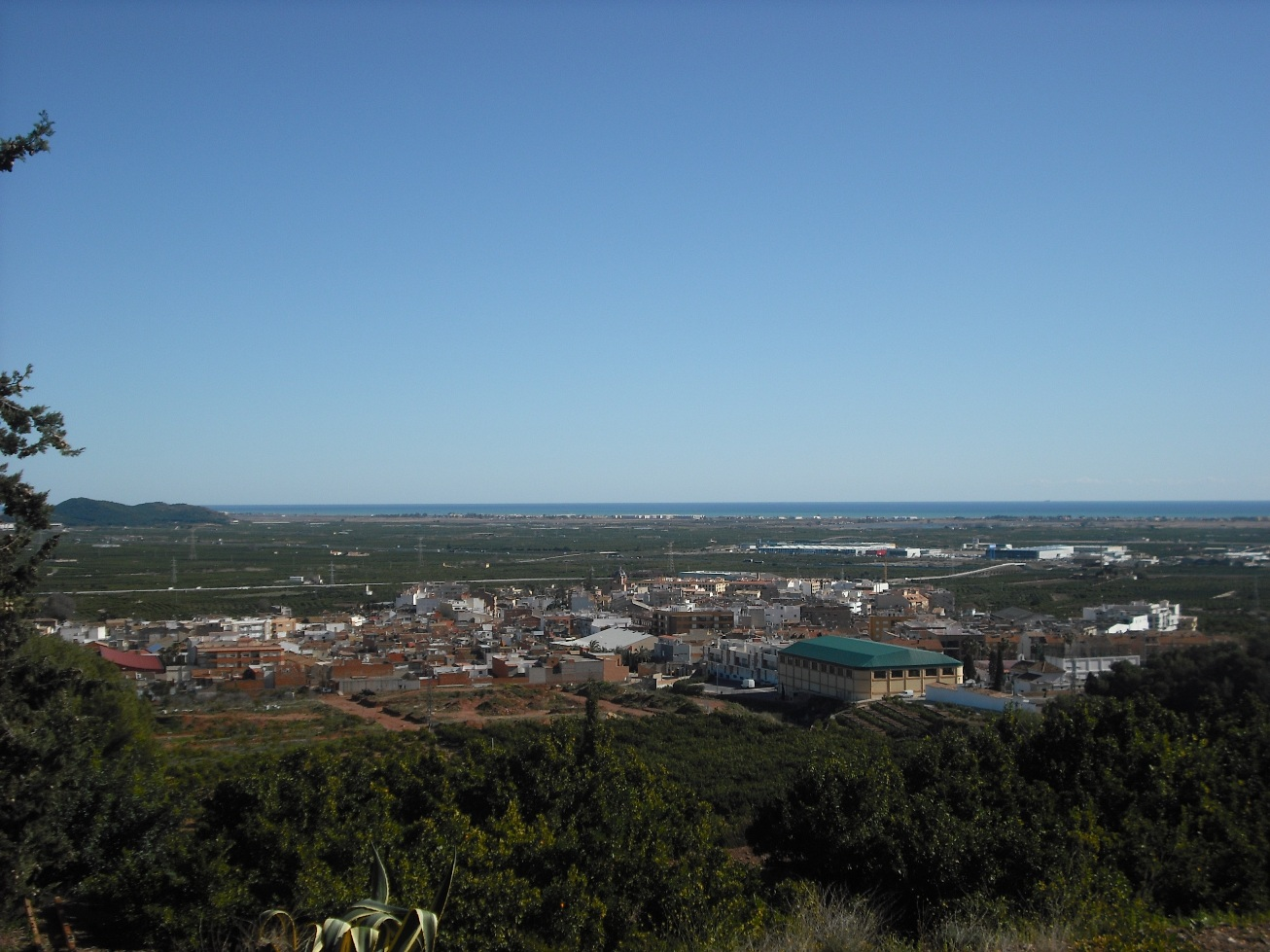
Vista de Faura desde la ermita del Buen Suceso de Benifairó de los Valles.

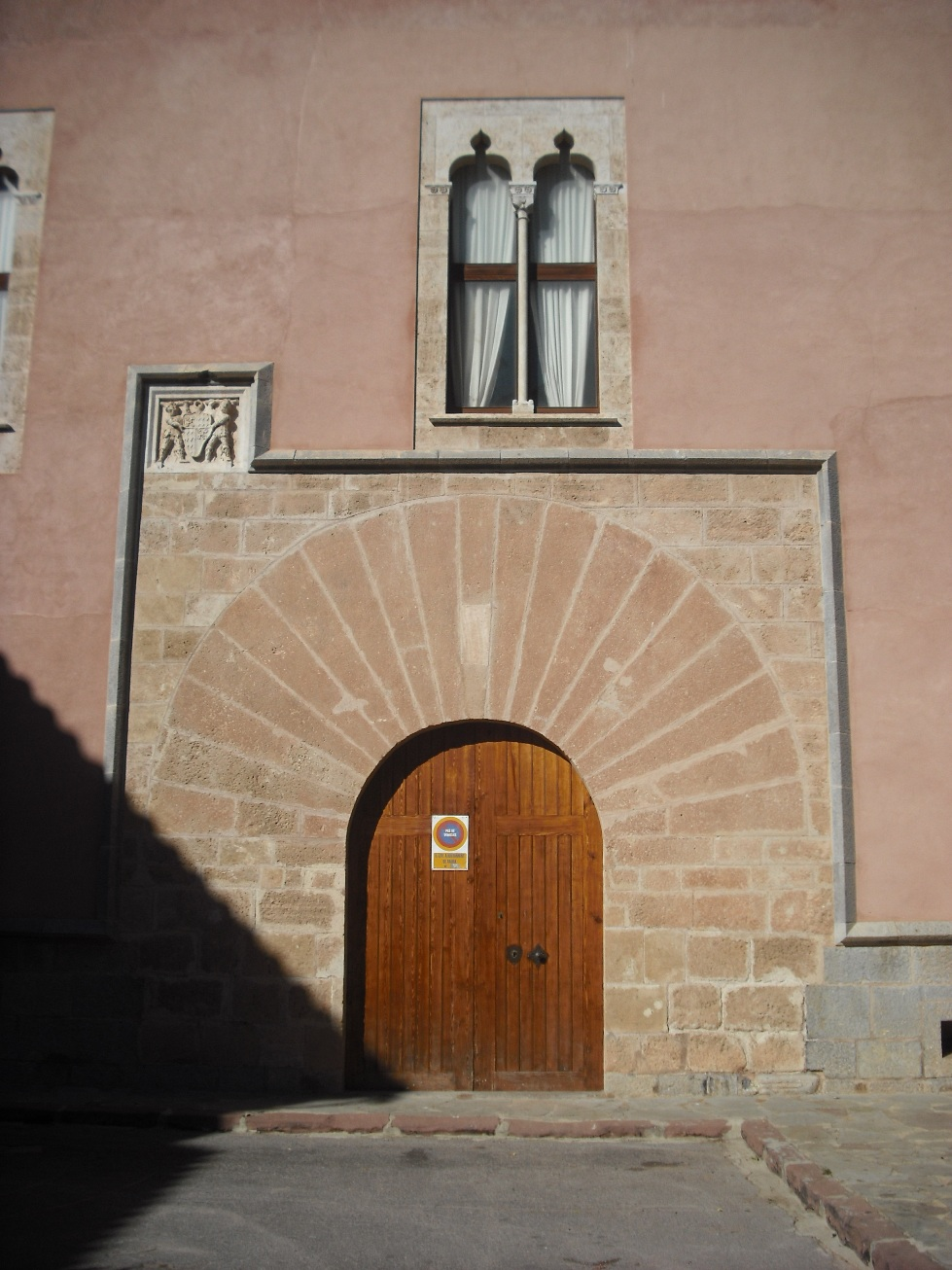
Puerta de entrada de la Casa Condal.

Hay indicios de restos romanos, y judíos en la zona, aunque se ha dado siempre mayor relevancia al origen musulmán de Faura. No obstante, no existen pruebas que descarten otro oigen anterior. La población actual, de todos modos, proviene de la progresiva fusión de una serie de alquerías conocidas como Els Llogarets de Segó. De una de ellas queda su antigua plaza mayor, actual plaza de Almorig. Después de la conquista cristiana, permaneció bajo la jurisdicción de Morvedre, que tenía una jurisdicción suprema y mero imperio.
En 1473, el rey Juan II constituye un señorío, con jurisdicción alfonsina y el tercio diezmo, en el que se integra Faura con Rubau y Almorig. Dicho señorío es otorgado a Pere Ramón de Monsoriu, y a esta familia, los Monsoriu, perteneció hasta finales del siglo XVI, pasando, entonces, a manos de Juan de Villarrasa. En Faura residió una población mixta de moriscos y cristianos hasta la definitiva expulsión de los primeros en 1609. En 1647, Felipe IV elevó el señorío a rango de condado, pasando poco después a los Vives de Canyamars, quienes mantendrían la posesión hasta la supresión de los señoríos jurisdiccionales en 1814. En época medieval la alquería estuvo amurallada, aunque hoy apenas quedan restos. En el Diccionario de Madoz (1845-1850) aparece la siguiente descripción:

FAURA: v[illa] con ayunt[amiento] de la prov[incia] de Valencia (4 1/2 leg[uas]) [...] Sit[uada] en un llano del valle de Sego ó Valletes de Sagunto, y faldas orientales de una pequeña cord[illera] que forma parte de la sierra Espadan [...] Tiene 202 casas que se distribuyen en 7 calles y 3 plazas, y se hallan cercadas por unas simples tapias que la sirven de muralla y se levantaron para preservarse de las tentativas de los carlistas; hay casa de ayunt[amiento], un palacio del S[eño]r conde de Faura, escuela de niños [...], otra de niñas [...], igl[esia] parr[oquial] (los Santos Juanes) [...] de la que es anejo el l[ugar] de Rubau [...], una ermita dedicada á San Sebastian en la pendiente del monte llamado la Rodana, muy cerca del pueblo, y un cementerio al lado de igl[esia] por la parte del S. [...] En su radio y como dependientes de su distr[ito] municipal, se encuentran los ant[iguos] l[ugares] de Rubau y Llogarets; este último se componía de los lugarcitos ó barrios denominados Sta. Coloma, Frares y Garrofera, los cuales compusieron ayunt[amiento] independiente hasta 1845, en cuyo año se agregaron á Faura, aunque en lo ecl[esiástico] dependen de la jurisd[icción] de Benifayró. [...] El terreno participa de secano y huerta que se fertiliza con las aguas de la abundante fuente de Cuart, que sirven también para el uso de los vec[inos]; generalmente es feraz como todo el valle de Sego ó Valletes de Sagunto [...] Los caminos son locales y de herradura; solo á la dist[ancia] de 1/4 de hora al E. cruzan la carretera real de Valencia á Barcelona [...] Prod[ucción]: trigo, maíz, alubias, algarrobas, aceite, vino, seda, varias clases de frutas, legumbres y hortalizas, mantiene el suficiente ganado para el abasto de la pobl[ación], y caza en muy poca cantidad. Ind[ustria]: la agrícola, una fáb[rica] de aguardiente, un molino harinero, 13 de aceite y 3 hornos de pan cocer; el estado de aquellos no es nada satisfactorio [...] Pobl[ación]: 200 vec[inos], 733 alm[as].
LLOGARETS: l[ugar] de[l] [...] distrito municipal de Faura [...] sit[uado] en el centro del valle de Sego ó Valletes de Sagunto [...] Comprende tres barrios denominados Sta. Coloma, Frares y Garrofera, separados entre sí unos de otros á muy pocos pasos, cada uno de los cuales tiene las siguientes particularidades; el primero consta de 30 casas de pobre aspecto y casi todas deterioradas, 4 calles y 2 plazas, con su igl[eisa] dedicada á San Juan Bautista, aneja de la parr[oquia] de Benifayró dels Valls y un cementerio agregado á ella. En el barrio de Frares hay 11 casas distribuidas en 3 calles, en el de Garrofera 10 de las primeras y una calle. Este l[ugar] era un pueblo independiente con ayunt[amiento] hasta el año 1845, que por no tener los vec[inos] marcados por la ley, se agregó al distrito municipal de Faura [...] Pobl[ación]: 20 vec[inos], 585 alm[as] [...]
RUBAU: l[ugar] [...] sit[uado] en el centro del Valle de Sego ó Valletes de Sagunto, casi conjunto al barrio llamado Garrofera, y se compone de 16 casas de pobre aspecto y mala fáb[rica], con tres calles y una igl[esia] particular dedicada á San Roque, aneja también de la parr[oquia] de Faura [...] Pobl[ación]: 13 vec[inos], 45 alm[as].
Diccionario de Madoz

En la segunda mitad del siglo XIX absorbió el lugar de Rubau y, en 1884, Faura se fusionó con el vecino pueblo de Benifairó de los Valles y constituyeron la denominada "Villa de la Unión", hasta que en 1906 volvieron a separarse las dos poblaciones. Durante la II República y la guerra civil española se configuró como un reducto de la izquierda, motivo por el cual sufrió una fuerte represión en la posguerra. El escaso perímetro de su término motivó una serie de contenciosos con Sagunto, entre los años 40 y 60 del pasado siglo, con el fin de ampliar sus límites y garantizar sus recursos municipales; iniciativas que no llegarían a fructificar.

## Localidades limítrofes
|                         | Cuartell, Cuart de les Valls |                     |
| Benifairó de los Valles |                              | Benavites, Cuartell |
|                         | Sagunto                      |                     |

## Demografía
Faura cuenta con una población de 3671 habitantes (INE 2024).
| Gráfica de evolución demográfica de Faura entre 1842 y 2021 |
| |
| Población de derecho según los censos de población del INE Población de hecho según los censos de población del INEEn 1887 este municipio desaparece porque se agrupa en el municipio Villa de la Unión En 1910 aparece este municipio porque se segrega del municipio Villa de la Unión |

El censo de Jerónimo Muñoz (1565-1572) da para Faura 15 vecinos, unos 90 habitantes. Años antes de la expulsión de los moriscos, la población de Faura junto con Rubau y Almorig contaba con 100 casas, residiendo moriscos en aproximadamente la mitad de ellas. Para la mitad del siglo XIX la población era de 1308 habitantes. En 1960 de 2287, y el crecimiento prosiguió hasta finales de la década de los setenta; así, en 1981 contaba con 2772 habitantes.

## Comunicaciones
Se accede a Faura a través de la carretera CV-320. Esta enlaza con la carretera N-340 y la autovía A-7 en dirección Valencia-Castellón y con la A-23 en dirección Teruel.

## Economía
El descenso de la superficie agraria útil en los últimos años obedece a la reconversión en suelo urbano-industrial y en la ocupación de las infraestructuras viarias. Faura cultiva 41 ha con claro predominio del cultivo de los cítricos, que suponen el 94 % de la superficie beneficiada por el riego. La economía se apoya en la industria de manipulación y transformación de los productos agrícolas.

## Administración y política
| Periodo   | Nombre                       | Partido   |
| --------- | ---------------------------- | --------- |
| 1979-1983 | Jesús Forner Pérez           | UCD       |
| 1983-1987 | Enrique Ferrer Soriano       | PSPV-PSOE |
| 1987-1991 | Enrique Ferrer Soriano       | PSPV-PSOE |
| 1991-1995 | Enrique Ferrer Soriano       | PSPV-PSOE |
| 1995-1999 | Enrique Ferrer Soriano       | PSPV-PSOE |
| 1999-2003 | Enrique Ferrer Soriano       | PSPV-PSOE |
| 2003-2007 | Antoni Francesc Gaspar Ramos | PSPV-PSOE |
| 2007-2011 | Antoni Francesc Gaspar Ramos | PSPV-PSOE |
| 2011-2015 | Antoni Francesc Gaspar Ramos | PSPV-PSOE |
| 2015-2019 | Antoni Francesc Gaspar Ramos | PSPV-PSOE |
| 2019-2023 | Antoni Francesc Gaspar Ramos | PSPV-PSOE |
| 2023-act. | Consol Duran Diana           | PSPV-PSOE |

## Patrimonio

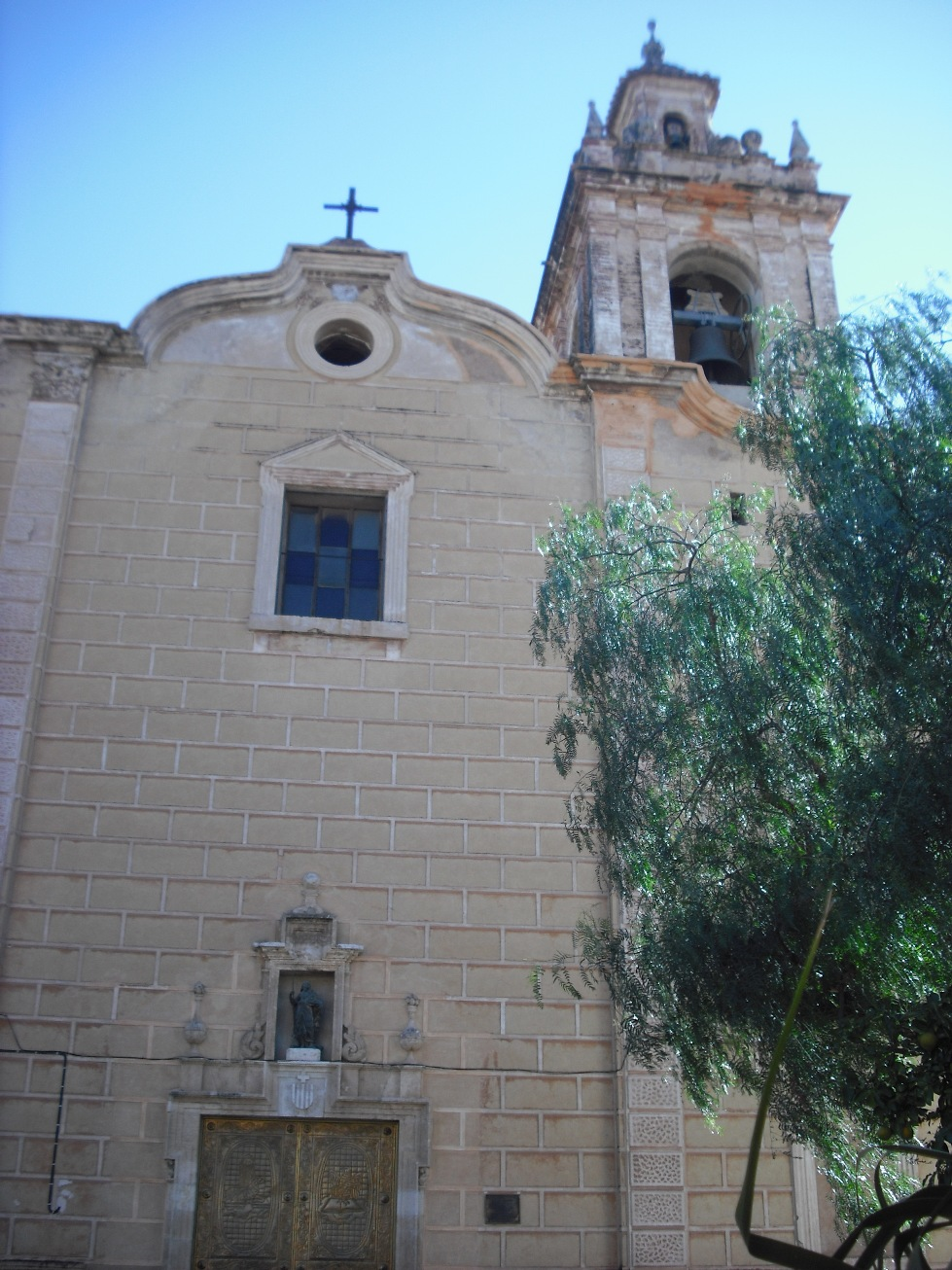
Fachada de la iglesia de los Santos Juanes.

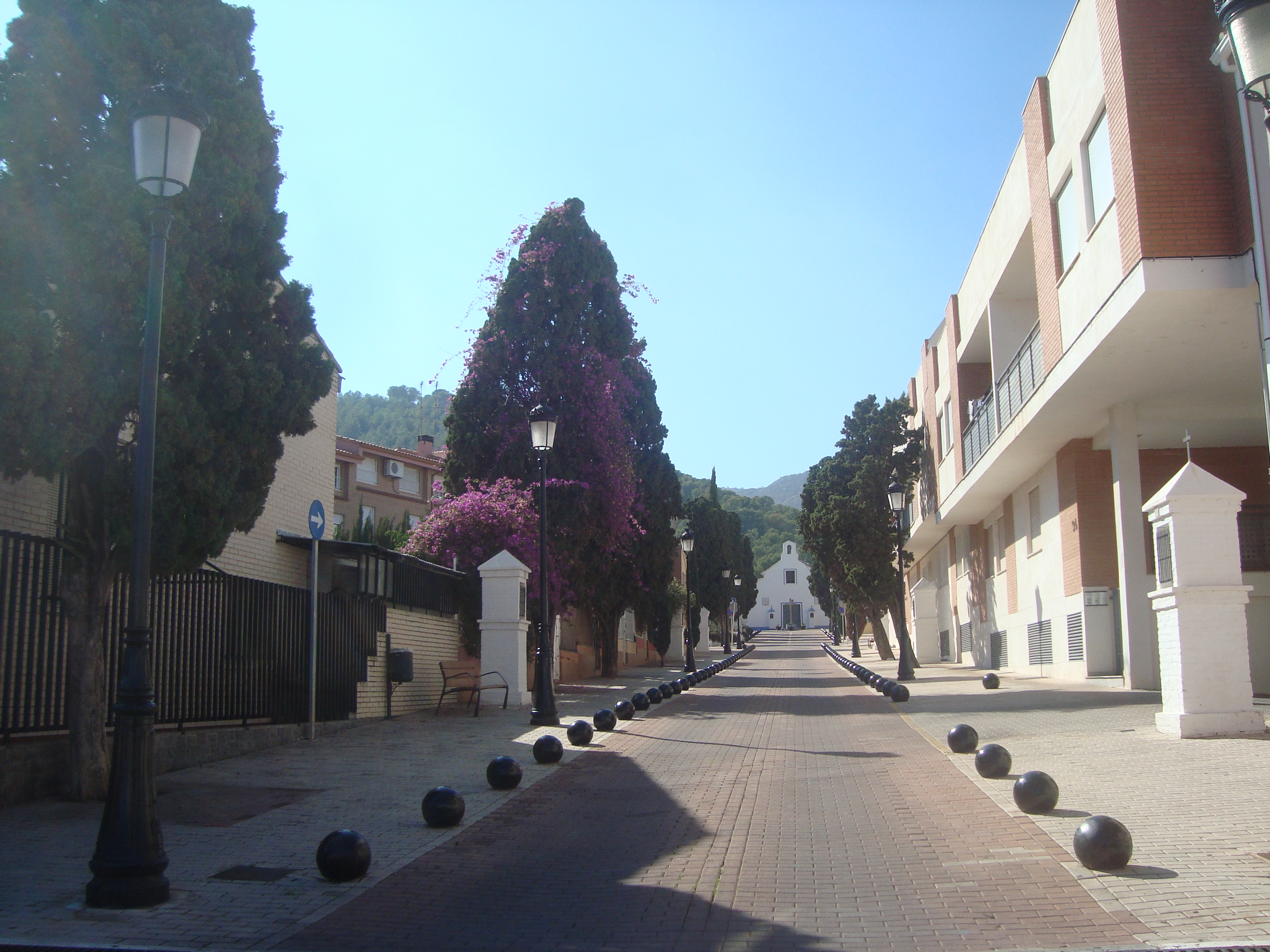
Ermita de Santa Bàrbara i Calvari de Faura.

- Ermita de Santa Bàrbara i Calvari de Faura.Iglesia parroquial de los Santos Juanes (Església parroquial dels Sants Joans): Se reedificó entre 1760 y 1790 sobre un templo del siglo XVI. El campanario se mantuvo de manera provisional, aunque finalmente no fue sustituido y se conserva intacto.[10]
- Casa Condal de Faura (Casa Comtal de Faura): Fue al principio una pequeña fortaleza, aneja a la muralla islámica, aspecto que conservó al convertirse en casa residencial en el siglo XV, aunque perdió la mayoría de los elementos fortificados.[10] Originalmente fue de estilo gótico, aunque actualmente es renacentista en su mayor parte. En la actualidad se encuentra totalmente restaurada y rehabilitada,[11] y bajo la protección de la Declaración genérica del Decreto de 22 de abril de 1949, y la Ley 16/1985 sobre el Patrimonio Histórico Español.[12] En la fachada destaca el escudo nobiliario de la familia Vilarrasa
- Plaza de Almorig: Era la antigua plaza mayor del poblado de Almorig, de población mayoritariamente musulmana, que con el tiempo acabaría anexionándose a Faura.[10]
- Lavadero (Llavaner): Data de los primeros años de la posguerra y se encuentra rehabilitado como sala de exposiciones, aunque conserva todavía su uso como lavadero público.[10]
- Ermita de Santa Bárbara: Se construyó en 1716 y tuvo un ermitaño desde 1718. En el altar se halla una imagen de Santa Bárbara.[10]
- Muralla: La villa estuvo progegida por una línea de murallas en la que se abrían dos puertas protegidas por torres, la de Almenara o San José (al norte) y la de Almorig o Murviedro (al sur). Fue construida en época andalusí y reformada tras la conquista cristiana, aunque empezó a derribarse durante el siglo XVIII por el crecimiento de la población. En 1840, debido al acoso de las tropas carlistas, se volvieron a levantar las murallas, de la que hoy día solo quedan unos restos en la parte trasera de la iglesia de los Santos Juanes,[11] que se hallan bajo la protección de la Declaración genérica del Decreto de 22 de abril de 1949, y la Ley 16/1985 sobre el Patrimonio Histórico Español.[13]

## Cultura

### Fiestas
- Feria: Tiene sus orígenes en la Edad Media, y se trataría de una concesión real o señorial. Antiguamente era la fiesta mayor de Faura, y se realiza el primer domingo de diciembre.[14]
- Fiestas de agosto: Se celebran en la segunda decena de agosto en honor de la Asunción de la Virgen y de Santa Bárbara. Incluyen muchos de los elementos tradicionales valencianos, como los toros en la calle, la pilota, las danzas, la música, los fuegos artificiales y las procesiones. Uno de los actos más vistosos es la bajada de la imagen de la ermita hasta la iglesia, acompañada por cohetes y música de tabal y dulzaina.[14]

## Ciudades hermanadas
- Massiac (Francia)[14]